# Altamount Road Tower
L'Lodha Altamount est un gratte-ciel résidentiel en construction à Mumbai en Inde. Il s'élèvera à 195 mètres. 